# Christine Clark
Christine Danielle Clark (2 novembre 1992) è un'ex cestista statunitense.

## Carriera
Ha disputato due stagioni in A1 con Parma (2014-15, 2015-16).